# Mozilla

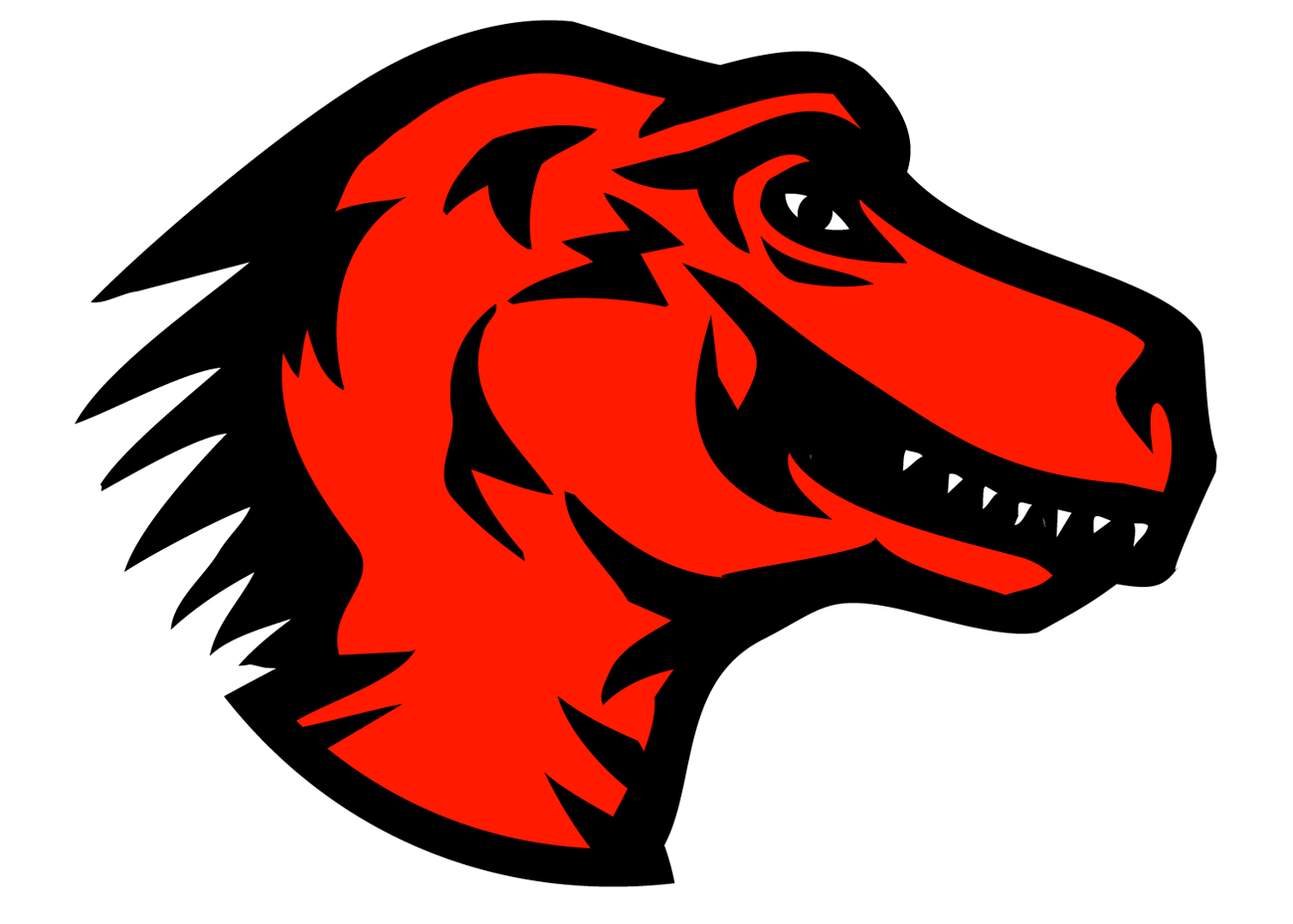
Logo del progetto Mozilla

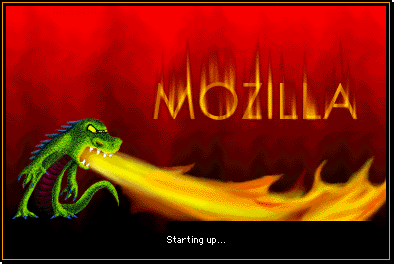
Splash screen di Mozilla Application Suite per Mac OS che mostra la mascotte di Mozilla.

Mozilla (nome stilizzato moz://a) è una comunità del software libero nata nel 1998 dalle ceneri di Netscape Communications, nota principalmente per la realizzazione del browser web Firefox e del client di posta elettronica Thunderbird, e in generale dedicata allo sviluppo di prodotti open source. La comunità di Mozilla usa, sviluppa, diffonde e supporta i prodotti Mozilla e lavora per far progredire gli obiettivi del movimento Open Web descritti ne il Manifesto di Mozilla. La comunità è sostenuta istituzionalmente dalla Fondazione Mozilla e dalla sua controllata Mozilla Corporation.
Oltre al browser Firefox, Mozilla produce anche Thunderbird, Firefox Mobile, il sistema operativo per dispositivi mobili e tablet Firefox OS, il bugtracker Bugzilla, il Internet Health Report (IHC), il riconoscitore di voci Common voice, l'editor di codice online Thimble e parecchi altri progetti.

## Storia
Il 23 febbraio 1998 Netscape Communications annunciò che il suo browser, Netscape Navigator, sarebbe stato sempre gratuito, e che sarebbe stato open source. La società creò inoltre un progetto denominato Mozilla (che era il nome in codice dato in origine al browser Netscape Navigator, formato dalla fusione di "Mosaic Killer", sicario di Mosaic, all'epoca principale browser del mercato, e Godzilla), per coordinare lo sviluppo della Mozilla Application Suite, la versione open source del software Internet di Netscape, Netscape Communicator. Jamie Zawinski ha detto che arrivò al nome di "Mozilla" durante una riunione del personale di Netscape. Ad un piccolo gruppo di dipendenti di Netscape fu affidato il compito di coordinare la nuova comunità.
Originariamente, Mozilla puntava ad essere un fornitore di tecnologia per aziende, come Netscape, che avrebbero venduto software basato sul codice sorgente aperto sviluppato da Mozilla. Quando nel luglio 2003 AOL (società madre di Netscape) ridusse drasticamente la sua partecipazione in Mozilla, venne fondata la Mozilla Foundation, per essere l'amministratore legale del progetto. Poco dopo, Mozilla decise di sconsigliare la Suite Mozilla, suggerendo di usare applicazioni indipendenti per ciascuna funzione: il browser web Firefox e il client di posta Thunderbird, che si apprestava a fornire al pubblico.
Recentemente, Mozilla ha ampliato le proprie attività per includere Firefox su piattaforme mobili (soprattutto Android), un sistema operativo mobile chiamato Firefox OS, un sistema di autenticazione web-based chiamato Mozilla Persona e un marketplace per applicazioni HTML5.
In un rapporto pubblicato nel novembre del 2012, Mozilla ha riferito che il loro fatturato totale per il 2011 è stato di 163 milioni di dollari, in crescita del 33% a partire da 123 milioni di dollari nel 2010. Mozilla ha osservato che circa l'85% delle entrate deriva dal contratto con Google.

## Cronologia
- 31 marzo 1998: Mozilla nasce come progetto open source presso Netscape e viene rilasciato il codice sorgente
- 5 giugno 2002: viene diffuso Mozilla 1.0
- luglio 2003: viene istituita la Mozilla Foundation
- febbraio 2004: viene fondata Mozilla Europe
- agosto 2004: nasce Mozilla Japan
- 9 novembre 2004: viene rilasciato Mozilla Firefox 1.0
- 7 dicembre 2004: viene rilasciato Mozilla Thunderbird 1.0
- 4 marzo 2005: viene istituita la Mozilla China Foundation
- agosto 2005: la Fondazione Mozilla dà vita alla Mozilla Corporation
- 29 novembre 2005: viene rilasciato Mozilla Firefox 1.5
- 24 ottobre 2006: viene rilasciato Mozilla Firefox 2.0
- 17 giugno 2008: Mozilla rilascia Firefox 3 e stabilisce il Guinness world record per il maggior numero di download del software in 24 ore
- 30 giugno 2009: è disponibile Firefox 3.5
- 21 gennaio 2010: viene rilasciato Firefox 3.6
- 22 marzo 2011: è disponibile Firefox 4
- 29 marzo 2011: Mozilla rilascia Firefox 4 per Android e Maemo
- 25 luglio 2011: Mozilla annuncia il progetto Boot to Gecko
- 22 maggio 2012: Mozilla introduce Webmaker
- 2 luglio 2012: vengono annunciati il marchio Firefox OS e le partnership
- 14 novembre 2017: viene rilasciato Mozilla Firefox Quantum